# Virtuální dobrovolnictví
Virtuální dobrovolnictví, jinak též nazývané online dobrovolnictví, popisuje činnost dobrovolníka, který provádí úkoly pro organizaci pomocí internetu, telefonu nebo jiného komunikačního zařízení. Virtuální dobrovolnictví se podobá práci z domova s tím rozdílem, že zatímco zaměstnanci pracující z domova jsou placení, online dobrovolníci nejsou. Online dobrovolníci většinou pracují pro neziskové organizace, školy, vládní programy a další neziskové subjekty. Nejpopulárnější platforma dobrovolně přes internet je UNV Online Volunteering service. Komunita The Standby Task Force se zaměřuje na humanitární pomoc v krizových situacích se specializací na tvorbu mapových dat a informací o postižené oblasti. 
Virtuální dobrovolnictví však může svou koncepcí přesáhnout pouhé " internetové pomáhání". Komunita, která je schopná se okamžitě aktivizovat v zájmu konkrétní věci, dokáže relativně rychle  – a silou svého množství členů –  dosáhnout společného, zadaného výsledku. Dobrovolníci přispějí k požadovaných  informací, které nejsou jinými prostředky dostupné, Nebo v praxi nejsou objektivně hodnotné. 
Příkladem je právě činnost celosvětové dobrovolnické komunity, která má za sebou několik úspěšných "misí" v humanitární a informační oblasti.  Jedna z misí byla v období probíhajícího válečného konfliktu v severní Africe.  Území ovládané ozbrojenci bylo pro agenturní zpravodajce  buď nedostupné, nebo nebezpečné. Zároveň  byly  informace o tomto území nedůvěryhodné, nebo nepřesné, protože  mohly být u jednotlivých zdrojů zkreslovány, nebo přímo zamlčovány z důvodů válečné propagandy. Komunita  dokázala s pomocí dobrovolníků přímo v epicentrech a s pomocí vlastního workflow validace informací vytvořit aktuální informační obraz postižených měst.  Ten byl mnohdy přesnější a až o několik dní rychlejší, než  informace  přicházející z "oficiálních" zdrojů. Komunita dobrovolníků však čelila riziku prozrazení a fyzického ohrožení svých členů.  

## V praxi
Lidé zabývající se virtuálním dobrovolnictvím provějí celou řadu činností, například:
- překlady dokumentů
- tvorba webových stránek
- editace a psaní návrhů, tiskových zpráv, článků, apod.
- návrh databází
- navrhování grafiky
- skenování dokumentů
- poskytování právního, obchodního, lékařského, zemědělského nebo jiného odborného poradenství
- doučování studentů
- moderování on-line diskusních skupin
- psaní písní
- tvorba podcastů
- úpravy videa
- sledování novinek
- odpovídání na otázky
- značkování fotografií a souborů
- řízení dalších on-line dobrovolníků
- sběr  geodat za účelem mapování oblasti postižené přírodní nebo sociální katastrofou
- rešerše na dané téma, nebo podle zadaných parametrů

Příkladem virtuálního dobrovolnictví je též mikrodobrovolnictví, při kterém dobrovolníci vykonávají úkoly pomocí PDA nebo smartphonu.